# Shaw, Greater Manchester
Shaw är en ort i Oldham i Storbritannien. Den ligger i grevskapet Greater Manchester och riksdelen England, i den centrala delen av landet, 260 km nordväst om huvudstaden London. Shaw ligger 245 meter över havet. Orten har 10 460 invånare (2011).
Terrängen runt Shaw är kuperad åt nordost, men åt sydväst är den platt. Runt Shaw är det mycket tätbefolkat, med 1 517 invånare per kvadratkilometer. Närmaste större samhälle är Manchester, 13,9 km sydväst om Shaw. Trakten runt Shaw består i huvudsak av gräsmarker.
Kustklimat råder i trakten. Årsmedeltemperaturen i trakten är 6 °C. Den varmaste månaden är juli, då medeltemperaturen är 16 °C, och den kallaste är december, med −2 °C.